# Pengangsalan
Pengangsalan is een bestuurslaag in het regentschap Lamongan van de provincie Oost-Java, Indonesië. Pengangsalan telt 1463 inwoners (volkstelling 2010).